# Seis de Octubre (Coahuila)
Seis de Octubre es una localidad del estado mexicano de Coahuila. Es parte del municipio de Francisco I. Madero.

## Toponimia
El nombre de la localidad refiere al reparto agrario del 6 de octubre de 1936, llevado a cabo por el presidente de México, Lázaro Cárdenas, en la región de la Comarca Lagunera.

## Demografía
| Gráfica de evolución demográfica |
|                                  |

| Censo | Población |
| ----- | --------- |
| 1921  | 622       |
| 1930  | 1 085     |
| 1940  | 1 174     |
| 1950  | 1 242     |
| 1960  | 1 363     |
| 1970  | 1 327     |
| 1980  | 1 790     |
| 1990  | —         |
| 2000  | —         |
| 2010  | 2 053     |
| 2020  | 2 016     |